# Lebeckia sericea
Lebeckia sericea är en ärtväxtart som beskrevs av Carl Peter Thunberg. Lebeckia sericea ingår i släktet Lebeckia och familjen ärtväxter. Inga underarter finns listade i Catalogue of Life.